# Tytthoscincus monticolus
Tytthoscincus monticolus — вид сцинкоподібних ящірок родини сцинкових (Scincidae). Ендемік Малайзії. Описаний у 2018 році.

## Поширення і екологія
Tytthoscincus monticolus відомі з типової місцевості, розташованої на березі річки Сунгай-Бубу, поблизу села Секайю, в районі Хулу-Теренггану в штаті Тренгану на сході Малайського півострова, на висоті 174 м над рівнем моря. Вони живуть в рівнинних діптерокарпових лісах, серед опалого листя.